# توماس مک‌کین
توماس مک‌کین (Thomas McKean) (۱۹ مارس ۱۷۳۴، ۲۴ ژوئن ۱۸۱۷)، وکیل، سیاستمدار و از پدران بنیان‌گذار ایالات متحده آمریکا بود. وی در زمان انقلاب آمریکا در جایگاه نماینده ایالت دلاوِر در کنگره قاره‌ای حضور یافت و اساسنامه انجمن قاره‌ای، اعلامیه استقلال آمریکا و اصول کنفدراسیون به امضاء وی رسید. مک‌کین مدتی در مقام رئیس کنگره خدمت کرد. او همچنین در مقاطع زمانی مختلف به عضویت فدرالیست و دموکرات-جمهوری‌خواه درآمد. توماس مک‌کین به عنوان فرماندار ایالت دلاوِر، رئیس دادگستری پنسیلوانیا و فرماندار این ایالت نیز مشغول به کار بوده‌است. در واقع او به سبب در اختیار داشتن طیف وسیعی از مناصب دولتی بسیار شناخته شده‌است.

## اوایل زندگی و خانواده
توماس مک‌کین در سال ۱۷۳۴ به واسطه پدر و مادرش، ویلیام مک‌کین و لِتی‌تیا فینی تابعیت پنسیلوانیا را به دست آورد. پدرش در نیولاندن میخانه‌دار بود؛ والدینش هردو از پروتستان‌های ایرلندی‌تبار بودند که در دوران کودکی از شهر کوچک بالی‌مانی واقع در ناحیه انتریم ایرلند به ایالت پنسیلوانیا آمده بودند.
نخستین همسرش مری بوردِن بود. آنها در سال ۱۷۶۳ با یکدیگر ازدواج کردند و در خیابان ۲۲ نیوکاسل واقع در ایالت دلاور سکونت گزیدند. آنها شش فرزند داشتند؛ جوزف، رابرت، الیزابت، لتی‌تیا، مری و مری. مری بوردن مک‌کین در سال ۱۷۷۳ از دنیا رفت و در کلیسای اسقفی امانوئل شهر نیوکاسل به خاک سپرده شد. لتی‌تیا مک‌کین با  جورج بوکان ازدواج کرد، او مادر دریاسالار فرانکلین بوکانان بود.
سارا آرمیتاژ همسر دوم توماس مک‌کین بود. این دو در سال ۱۷۷۴ ازدواج کردند، در شمال شرق خیابان سوم و خیابان پاین در شهر فیلادلفیا در پنسیلوانیا زندگی می‌کردند و صاحب چهار فرزند به نام‌های سارا، توماس، سوفیا و ماریا نیز شدند. این خانواده در کلیسای پرزبیتری نیوکاسل و همچنین نخستین کلیسای پرزبیتری فیلادلفیا عضویت داشتند. سارا، دختر مک‌کین با یک دیپلمات اسپانیایی به نام کارلوس مارتینز دی ایروخو، اولین مارکی کاسا ایروخو وصلت کرد؛ پسر آنها مارتینز دی ایروخو مک‌کین بعدها نخست‌وزیر اسپانیا شد.

## انقلاب آمریکا
با اینکه مک‌کین بیشتر در فیلادلفیا اقامت داشت ولی همچنان یکی از رهبران پرنفوذ استقلال آمریکا در دلاورِ به‌شمار می‌رفت. در کنار رید و سزار رودنی، او نیز یکی از نمایندگان دلاورِ در نخستین کنگره قاره‌ای در سال ۱۷۷۴ و دومین دوره این کنگره در سال‌های ۱۷۷۵ و ۱۷۷۶ بود.
مک‌کین با حمایت صریحش از استقلال ایالات متحده، یکی از صداهای تأثیرگذاری بود که دیگران را متقاعد می‌ساخت به جدایی آمریکا از بریتانیای کبیر رأی دهند. در ژوئن ۱۷۷۶ و هنگامی که کنگره بحث در خصوص قطعنامه استقلال را آغاز کرد، رودنی غایب بود. رید با استقلال به مخالفت پرداخت، بنابراین در هیئت نمایندگان دلاورِ و میان مک‌کین و او شکافی به وجود آمد که مانع از رأی مثبت به استقلال کشور می‌شد. مک‌کین از رودنی که در این جلسه حضور نداشت درخواست کرد تا خودش را شبانه از شهر دلاورِ به آنجا برساند و این نتیجه را تغییر بدهد. پس از اینکه در تاریخ ۲ ژوئیه رأی‌گیری به نفع استقلال انجام شد، مک‌کین در جلسه مربوط به تنظیم متن اعلامیه رسمی استقلال نیز شرکت کرد که در ۴ ژوئیه به تصویب رسید.
چند روز پس از انجام رأی‌گیری، وی کنگره را ترک کرد تا در مقام سرهنگ، فرماندهی گردان چهارم همیاران پنسیلوانیا را بر عهده بگیرد؛ این گردان یک گروه شبه‌نظامی بود که در سال ۱۷۴۷ توسط بنجامین فرانکلین پایه‌گذاری شده بود. آنها برای دفاع از نیویورک در شهر پرث امبوی ایالت نیوجرسی به ارتشبد جورج واشینگتن ملحق شدند؛ بنابراین هنگامی که در تاریخ ۲ اوت ۱۷۷۶، بیشتر امضاءکنندگان امضاء خود را ذیل اعلامیه استقلال مرقوم کردند، مک‌کین در جای دیگری حضور داشت و در دسترس نبود. در نسخه چاپی اعلامیه استقلال آمریکا که در تاریخ ۱۴ ژانویه ۱۷۷۷ سندیت یافت اثری از امضاء وی دیده نمی‌شود. از این رو گمان می‌رود که توماس مک‌کین بعد از این تاریخ و احتمالاً در حدود سال ۱۷۸۱ این اعلامیه را امضاء کرده باشد.
مجلس شورای ایالتی دلاورِ در دوره ۱۷۷۶–۱۷۷۷ در واکنشی محافظه‌کارانه علیه حامیان استقلال آمریکا، از انتخاب دوباره مک‌کین و رودنی در کنگره قاره‌ای اکتبر ۱۷۷۶ امتناع کرد. با این حال پس از نبرد برندی‌وین و اشغال بخش‌هایی از آمریکا از سوی بریتانیا، نظرات به نحوی تغییر کرد که مک‌کین مجدداً در اکتبر ۱۷۷۷ توسط مجلس شورای ایالتی دلاورِ به کنگره فراخوانده شد. درست در همین زمان، او همواره از سوی نیروهای انگلیسی تحت تعقیب بود. به‌طوری که طی سال‌های آتی ناگزیر شد پنج مرتبه محل اقامت خانواده‌اش را تغییر دهد.
تا تاریخ ۱ فوریه ۱۷۸۳ وی به‌طور مستمر در خدمت کنگره بود. او همچنین در تنظیم پیش‌نویس اصول کنفدراسیون مساعدت داشت و در۱ مارس ۱۷۸۱ به تصویب آنها رأی داد. هنگامی که وضعیت نامساعد جسمی ساموئل هانتینگتون او را ناچار ساخت که در ژوئن ۱۷۸۱ از سمت ریاست کنگره استعفا دهد، مک‌کین به عنوان جانشین او انتخاب شد و از ۱۰ ژوئن تا ۴ نوامبر ۱۷۸۱ در این جایگاه خدمت کرد. البته این سمت عمدتاً تشریفاتی و عملاً فاقد هر نوع قدرت و اعتباری بود، ولی این مسئولیت مک‌کین را ملزم می‌ساخت تا حجم زیادی از مکاتبات را انجام دهد و اسناد رسمی را امضاء کند. طی دوره‌ای که تصدی این سمت بر عهده او بود، لرد کورن‌والیس ارتشبد ارتش بریتانیا در یورک‌تاون خود را تسلیم کرد و بدین‌ترتیب جنگ خاتمه یافت.

## مرگ و میراث
مک‌کین در سال ۱۷۸۵ عضو انجمن سین‌سیناتی پنسیلوانیا بود و بعدها نائب‌رئیس آن شد. در سال ۱۷۸۱ کالج پرینستون مدرک دکترای تخصصی حقوق را به وی اعطا کرد. در سال ۱۷۸۲ نیز کالج دارتموث مدرک افتخاری مشابهی را به مک‌کین داد و دانشگاه پنسیلونیا مدرک کارشناسی را در سال ۱۷۶۳ و مدرک دکترای تخصصی حقوق را در سال ۱۷۸۵ به او اهدا نمود. توماس مک‌کین در سال ۱۷۹۰ با همکاری استاد جان ویلسون اقدام به انتشار «تفسیرهایی بر قانون اساسی ایالات متحده آمریکا» کرد.
مک کین در فیلادلفیا درگذشت و دراولین گورستان پرزبیتری کلیسای این شهر به خاک سپرده شد. در سال ۱۸۴۳ پیکر او به قبرستان لورل هیل منتقل گشت.
علاوه بر ناحیه مک‌کین در پنسیلوانیا، مدرسه توماس مک‌کین در نیوکاسل، خیابان مک‌کین در فیلادلفیا و خوابگاه مک‌کین هال در دانشگاه دلاورِ همگی به افتخار او نام‌گذاری شده‌اند. در دانشگاه ایالتی پنسیلوانیا نیز یک خوابگاه محصلی و یک جاده به نامش وجود دارد.
نکته جالب توجه این است که حتی نام خیابان «کیپ» در بروکلین شهر نیویورک نیز حاصل اقدامی اشتباه برای نام‌گذاری خیابانی به نام او است. در واقع بسیاری از خیابان‌های بروکلین به افتخار امضاءکنندگان اعلامیه استقلال نام‌گذاری شده‌اند و «خیابان کیپ» نیز نتیجه آن است که برنامه‌ریزان این طرح موفق نشدند نام و امضاء او را به درستی بخوانند. براساس برخی گزارش‌ها، حرف آغازین نام مک‌کین یعنی «م» با حرفی که میان نام و نام خانوادگی قرار می‌گیرد، اشتباه گرفته شده‌است و نوع نگارش مک‌کین باعث شد که حرف «ن» به‌اشتباه «پ» خوانده شود.
قد مک‌کین بیش از ۱۸۰ سانتی‌متر بود و معمولاً کلاه سه گوش بزرگی به سر می‌گذاشت و عصایی با سر طلایی به دست می‌گرفت. او مردی با خلق‌وخوی تند و شخصیتی سرسخت بود، «با صورتی لاغر، بینی عقابی و چشمانی نافذ». جان آدامز او را اینگونه توصیف می‌کرد: «برای من مسجل شده بود که او یکی از سه مردی است که در کنگره قاره‌ای پیش از سایر افرادی که در آنجا حضور داشتند به وضوح نتیجه کارها را می‌دید». به هرحال توماس مک‌کین به عنوان رئیس دادگستری و فرماندار پنسیلوانیا اغلب کانون توجه و بحث بود.

## ارجاعات
1. ↑  G. S. Rowe, "McKean, Thomas". American National Biography Online, February 2000.
2. ↑  Appleton's Cyclopaedia of American Biography, 1888
3. ↑  Rick K. Wilson, Congressional Dynamics: ...in the First American Congress, 1774–1789 (Stanford University Press, 1994), 76–80.
4. ↑  Gannett, Henry (1905). The Origin of Certain Place Names in the United States. U.S. Government Printing Office. p. 194.
5. ↑  Leonard Benardo and Jennifer Weiss, Brooklyn By Name; New York University Press, 2006
6. ↑  "Archived copy". Archived from the original on May 12, 2001. Retrieved June 1, 2006.{{cite web}}:  نگهداری یادکرد:عنوان آرشیو به جای عنوان (link)
7. ↑  Pine Run Farms – The McKean Estate بایگانی‌شده  در سپتامبر ۲۷, ۲۰۰۷ توسط Wayback Machine

## تصاویر
- Carpenter's Hall; Courtesy of Independence National Historical Park.
- Hall of Governors Portrait Gallery; Portrait courtesy of Historical and Cultural Affairs, Dover.